# عزلة الغربي (تعز)
عزلة الغربي وتسمى أيضا عزلة غربي حمير  هي إحدى عزل مديرية شرعب الرونة في محافظة تعز اليمنية ويبلغ تعداد سكانها 9408 نسمة حسب التعداد السكاني في اليمن لعام 2004.